# 볼보 S80

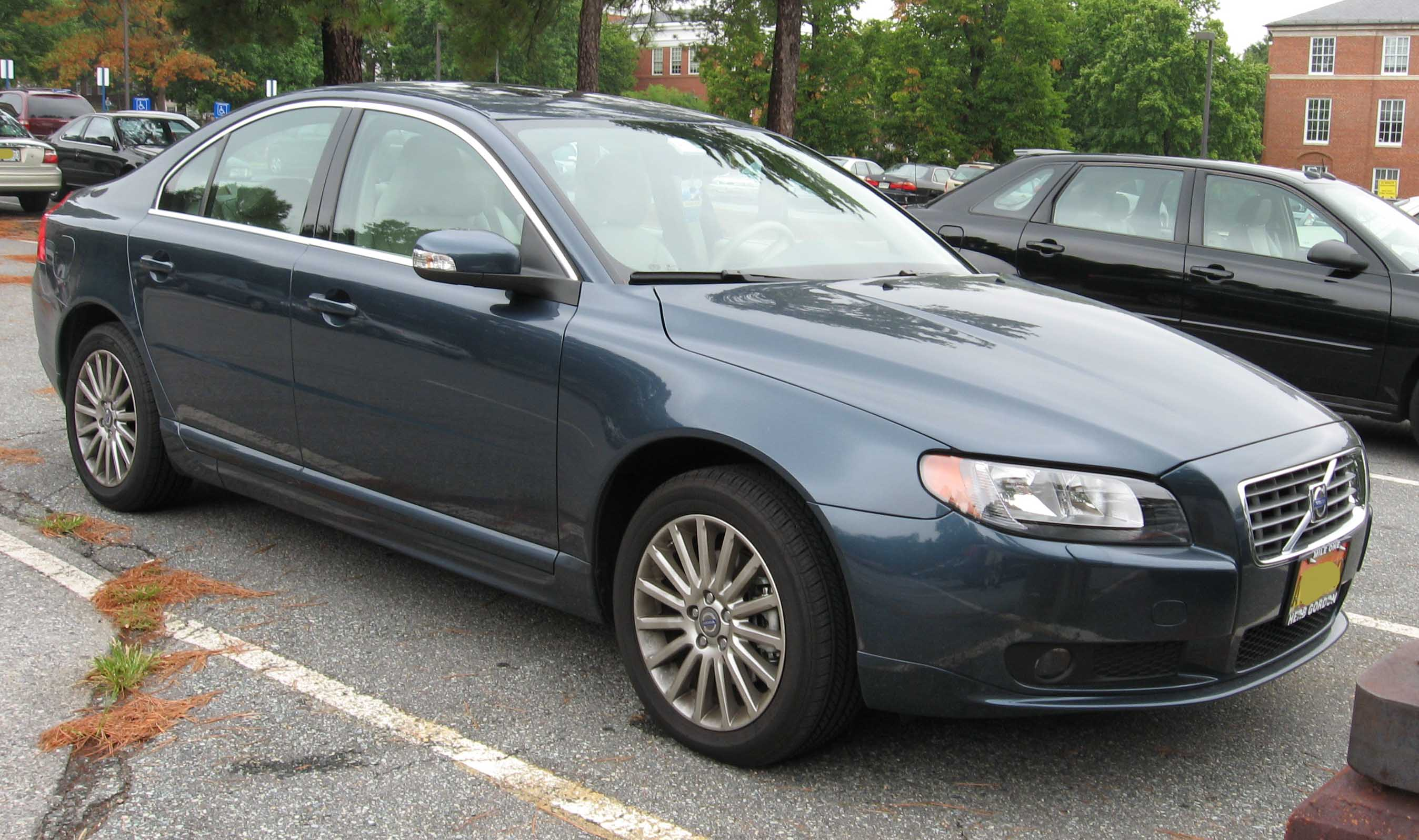
볼보 S80 2세대

볼보 S80(Volvo S80)은 스웨덴의 제조업체인 볼보자동차에서 1998년부터 2016년까지 2세대에 걸쳐 생산한 고급 승용차다. 후륜구동 S90을 대신하여 볼보의 플래그십 세단이 되었다.

## 1세대(1998년~2006년)
1999년 모델 연도에 출시되었다. 그 이후로 스웨덴 예테보리의 토르슬란다 공장에서 제작되었으며, 북미 시장을 위한 1999년 모델 연도 차량 몇 대는 볼보의 핼리팩스 조립 공장에서 제작되었다. 대부분의 볼보 모델과 달리 1세대에는 스테이션 왜건 버전이 없었다.

## 2세대(2006년~2016년)
2006년에 2007년 모델 연도 차량으로 출시되었다. 볼보 V70의 3세대인 에스테이트 버전이 있다. 2007년 6월 볼보 S80은 정면, 측면 및 후면 충돌에 대한 미국 고속도로 안전 보험 협회(IIHS) 충돌 테스트 성능에서 가장 높은 "좋음" 등급을 받았으며, IIHS 최고 안전 선택에 선정되었다. 이 모델은 2016년 하반기에 2세대 볼보 S90으로 대체되었다.